# Kygo
Kyrre Gørvell-Dahll, ismertebb nevén Kygo (norvégul: [ˈkyːɡuː]) (Szingapúr, 1991. szeptember 11. –) norvég DJ, zenei producer és dalszerző.

## Élete
Kygo 1991. szeptember 11-én született külföldiként Szingapúrban. Édesanyja Kyersti Gjerde fogorvos, édesapja pedig Lars Gørvell-Dahll külföldi munkavállaló a tengeri iparban. Mostohabátyja Mads, húgai Johanne és Jenny, féltestvér öccse pedig Sondre. Gyerekkorában családjával Brazíliában, Japánban, Kenyában és Egyiptomban élt, illetve utazott.
Kygo hatéves korában kezdett el zongorázni tanulni. 15 vagy 16 éves korában abbahagyta, és elkezdett zenéket gyártani a Logic Studio és egy MIDI-billentyűzet segítségével, miközben számos oktatóvideót nézett a YouTube-on. Amikor eldöntötte, hogy teljes idejét a zeneiparnak áldozza, félúton járt a diploma felé üzlet és pénzügy szakon a Heriot-Watt Egyetemen, a skóciai Edinburgh városban. Legfőbb ihletője a svéd Avicii lett.
Nemzetközi hírnevet Ed Sheeran I See Fire című remixe hozott számára, amelyet több mint 55 milliószor játszottak le a SoundCloud weboldalon, a YouTube-on pedig 100 millió megtekintést nyert. Hírnevéhez hozzájárult továbbá a Firestone száma is, melyet több mint 560 millióan tekintettek meg a YouTube-on, és 2017 augusztusáig további 560 milliószor játszották le a Spotify szolgáltatással. Kygo több mint 2,5 milliárd megtekintést nyert a SoundCloudon és a YouTube-on.[forrás?]
Azóta Kygo számos dalt adott ki, mint például a Stole the Show, Here for You, Stay és az It Ain't Me, melyek több nemzetközi ranglistán is feltűntek. Kygo Cloud Nine című albumát 2016. május 13-án adták ki. A 2016-os riói olimpián történelmet írt azzal, hogy ő lett az első house music producer az olimpiai záróünnepségen. 2018 márciusában a Billboard a 2018-as Billboard Dance 100 táncművészlistán harmadikként tüntette fel.
Egyik legutóbbi slágere, a Like It Is kollaboráció Zara Larssonnal és Tygával.

## Fordítás
- Ez a szócikk részben vagy egészben  a   Kygo című angol Wikipédia-szócikk ezen változatának fordításán alapul.  Az eredeti cikk szerkesztőit annak laptörténete sorolja fel. Ez a jelzés csupán a megfogalmazás eredetét és a szerzői jogokat jelzi, nem szolgál a cikkben szereplő információk forrásmegjelöléseként.